# سکس و سیتی (فیلم)
سکس و سیتی (انگلیسی: Sex and the City) فیلمی در ژانر کمدی رمانتیک به کارگردانی مایکل پاتریک کینگ است که در سال ۲۰۰۸ منتشر شد.

## بازیگران
- سارا جسیکا پارکر
- کیم کاترال
- کریستین دیویس
- سینتیا نیکسون
- کریس نوت
- جنیفر هادسون
- کندیس برگن
- جیسون لوئیس
- ایوان هندلر
- دیوید آیگنبرگ
- ویلی گارسون
- ماریو کانتون
- لین کوئن
- بریجت ریگان
- مایکل بلومبرگ
- مونیکا میهم
- آماندا ستن
- دریما واکر